# مسابقه آواز یوروویژن ۱۹۵۹
مسابقه آواز یوروویژن ۱۹۵۹ ۴مین دوره از مسابقات آواز یوروویژن بود که در کاخ جشنواره و کنگره کن، کن، فرانسه برگزار شد. برنده آن کشور هلند بود. 